# Стрелки (Самборский район)
Стре́лки (укр. Стрі́лки пол. Strzyłki) — карпатское село в Самборском районе Львовской области Украины. Административный центр Стрелковской сельской общины.
Расположено в долине р. Днестра, в 15 км от районного центра и железнодорожной станции Старый Самбор, в 109 км от Львова. Население — 2375 человек.

## История
Первое письменное упоминание о селе относится к 1437 г. (хотя в польском источнике «Słownik geograficzny Królestwa Polskiego i innych krajów słowiańskich», т. XI, приводится дата — 21 января 1422 г.).
В 1507 в Стрелках уже существовал церковный приход. В 1792 на средства жителей села на месте старой была поставлена нынешняя деревянная церковь св. Евстахия. На внешних стенах со всех сторон еще можно увидеть изображения различных святых. Резной и позолоченный иконостас неизвестного автора относится к концу XVII ст.
При освобождении с. Стрелок от немецких войск в 1944 г. погибло 164 советских воина.
До 1959 г. — районный центр Стрелковского района Дрогобычской области УССР.

## Описание герба
На золотистом поле синяя волнистая полоса, над ней две перекрещенные стрелы направленные остриями вверх, под ней голова лисицы.
Две стрелы символизируют название поселения. Синяя волнистая полоса указывает на расположение села Стрелки над рекой Днестр. Голова лисицы свидетельствует о том, что на территории сельской общины на реке был Лисий брод, который упоминается в архивных документах.
Старожилы до сих пор называют центр села — «Лисица».

## Ссылка
- История Городов и Сел Украины. Львовская область.